# Cuon alpinus europaeus
Cuon alpinus europaeus (лат.) — вымерший европейский подвид красного волка. Встречался на большей части Западной и Центральной Европы в течение среднего и позднего плейстоцена. Он практически неотличим от современного красного волка, но заметно крупнее. По размерам Cuon alpinus europaeus приближался к серому волку.
Он вымер на большей части территории Европы в конце последней ледниковой эпохи, хотя он, возможно, сохранился на Пиренейском полуострове вплоть до раннего голоцена. Одним из факторов, способствовавших его исчезновению, возможно, была межвидовая конкуренция с серым волком и другими крупными псовыми.